# Скалій Іван Савович
Іван Савович Скалій (11 лютого 1919, Шельпахівка — 17 квітня 1996) — повний кавалер ордена Слави, в роки радянсько-німецької війни командир мінометного розрахунку 288-го мінометного полку 32-ї мінометної бригади 22-ї артилерійської дивізії 2-ї ударної армії 1-го Білоруського фронту, старшина.

## Біографія
Народився в 11 лютого 1919 року в селі Шельпахівка (нині Христинівського району Черкаської області) в сім'ї селянина. Українець. Член ВКП(б)/КПРС з 1943 року. Закінчив 4 класи. Працював трактористом у колгоспі.
У 1939 році був призваний в Червону Армію. Брав участь у радянсько-фінській війні 1939—1940 років. На фронті у радянсько-німецьку війну з червня 1941 року.
18 червня 1944 року старший сержант Скалій в районі міста Маценова (Волинська область, Україна) придушив один кулемет, розпорошив і знищив групу автоматників до 15 чоловік. Наказом по військам 1-го Білоруського фронту від 7 вересня 1944 року за мужність і відвагу проявлені в боях при форсуванні Вісли, захопленні і утриманні плацдарму на західному березі старшина Іван Савович Скалій нагороджений орденом Слави 3-го ступеня (N239388).
16 квітня 1944 року в боях на захід міста Кюстрін (нині Костшин, Польща) старшина Скалій вогнем свого міномета знищив дві протитанкові гармати, дві автомашини з піхотою, бліндаж, два міномета і до взводу живої сили противника. Наказом від 6 травня 1945 року за відвагу і мужність при форсуванні Одера, захопленні і утриманні плацдарму на його західному березі старшина Іван Савович Скалій нагороджений орденом Слави 3-го ступеня повторно.
30 квітня 1945 року у вуличних боях за Берлін Скалій, командуючи розрахунком, вогнем свого міномета накрив два кулемети, протитанкову гармату, три автомашини з пальним і боєприпасами, винищив і розсіяв до взводу піхоти противника. Наказом від 3 червня 1945 року за виняткову мужність, відвагу і безстрашність, виявлені на заключному етапі війни в боях з гітлерівськими загарбникам старшина Іван Савович Скалій нагороджений орденом Слави 2-го ступеня (N23381).
В 1945 році І. С. Скалій був демобілізований. Нагороджений трьома орденами Слави (двома 3-го ступеня і одним 2-й) він не був повним кавалером. Повернувся у рідне село. Був трактористом, старшим конюхом, бригадиром рільничої бригади. У 1962 році закінчив курси механізаторів при Уманському технікумі.
Указом Президії Верховної Ради СРСР від 27 березня 1965 року в порядку перенагородження Іван Савович Скалій нагороджений орденом Слави 1-го ступеня (N2640). Став повним кавалером ордена Слави.
До березня 1974 року працював бригадиром тракторної бригади. За доблесну працю з виробництва сільськогосподарської продукції він нагороджений орденом «Знак Пошани». Брав активну участь у громадській роботі, був депутатом сільської Ради. Помер 17 квітня 1996 року.

## Нагороди
Нагороджений орденами Слави 3-х ступенів, Вітчизняної війни 1-го ступеня, «Знак Пошани», медалями.